# María Eugenia Aubet
María Eugenia Aubet Semmler (30 de abril de 1943-Barcelona, 18 de febrero de 2024) fue una arqueóloga e historiadora española,catedrática de Prehistoria de la Universidad Pompeu Fabra, directora del Laboratorio de Arqueología. Especializada en la Arqueología fenicio-púnica.

## Biografía
María Eugenia Aubet Semmler fue una arqueóloga e historiadora española, catedrática de Prehistoria de la Universidad Pompeu Fabra, directora del Laboratorio de Arqueología. Especializada en la Arqueología fenicio-púnica.
Licenciada en Filosofía y Letras (Sección Historia Antigua: Prehistoria) por la Universidad de Barcelona, en 1969. Doctora en Historia por la Universidad de Barcelona, en 1970. Sus principales líneas de investigación fueron la Arqueología fenicio-púnica y la Protohistoria mediterránea.
Realizó estudios como investigadora principal sobre la colonización fenicia en la bahía de Málaga y su hinterland, financiada por la Dirección General de Bienes Culturales de la Junta de Andalucía, desde 1986 a 1992.
También sobre el cambio cultural y mecanismos de transformación de la sociedad tartésica durante el Bronce Final y el Orientalizante: los casos de Carmona, Setefilla y Carambolo, en 1991 con la financiación de la Dirección General de Bienes Culturales de la Junta de Andalucía. Como codirectora de la investigación sobre los fenicios en la zona de Nerja: el poblamiento indígena y esferas de interacción, financiado por Patronato de la Cueva de Nerja en 1991. Así como el comercio colonial en el área mediterránea (siglos VIII-VI a. C.), dentro del proyecto DGICYT PB90-0680, desde 1991 a 1993, y prorrogado de 1994 a 1997.
Dirigió también Med-Campus "Odysseus" de la U.E. de investigación-formación en el ámbito de la arqueología fenicia entre las Universidades UPF de Barcelona, Beirut, Chipre, Tubingen, Cagliari y Malta (1994).
María Eugenia Aubet Semmler coordinó el proyecto Relaciones coloniales en el Mediterráneo DGES PB97-0100, desde 1998 a 2000.
Desde 1999 a 2001, dirigió el proyecto: Análisis de dos momentos históricos diferentes y diversos espacios geográficos mediterráneos que han experimentado el impacto de una dominación colonial. Ambos fenómenos coloniales corresponden a los dos periodos de mayor desequilibrio social y económico de la historia del Mediterráneo: por un lado la época prerromana (colonizaciones fenicia y griega), cuando las enormes distancias sociales y económicas existentes entre ambos extremos del Mediterráneo favorecieron fenómenos coloniales (sociedades "civilizadas" versus pueblos "bárbaros"), por otro, las relaciones entre España y el norte de África, que terminan con el proceso colonial del protectorado de Marruecos durante los siglos XIX y XX. Teniendo como colaboradores a Lluís Riudor Gorgas, Ana Delgado Hervás, Víctor Farías Zurita, Antoni Luna García, Núria Rovira Buendía y Francisco Jesús Núñez Calvo.
También, contando con el apoyo de Generalidad de Cataluña (DURSI), 1998XT-00014, de 1999 a 2000 investigó la Red temática de Prehistoria y Arqueología Mediterráneas. Dirigiendo distintas excavaciones y estudios sobre Arqueología fenicio-púnica, de 2000 a 2008, sobre Contactos culturales y arqueología social, y Arqueología del colonialismo fenicio: la dialéctica metrópoli-colonias en la construcción y desarrollo de un sistema colonial.
Directora de la excavación arqueológica en la Necrópolis fenicia de Tir Al-Bass (Líbano) en Tiro, durante las campañas 2002, 2003, 2004, 2005 y 2006, proyecto del MECD.
Entre 1997 y 2009, el equipo de María Eugenia Aubet Semmler, Francisco Jesús Núñez Calvo y Laura Trellisó Carreño excavaron, a partir de diferentes misiones, cerca de trescientas tumbas fenicias. Estos restos estaban situados en un cementerio fenicio (la Necrópolis de Tir-Al-Bass), en la entrada de la ciudad, datada entre los siglos siglos IX y X a. C., y de la cual extrajeron cientos de ánforas funerarias, amuletos y joyas. Todo este material fue guardado en un lugar seguro, en un depósito construido junto al nuevo pabellón del Museo de Tiro.
Después de tres años de ausencia, el Laboratorio de Arqueología de la UPF, dirigido por María Eugenia Aubet, catedrática de Prehistoria del Departamento de Humanidades de la UPF (Universidad Pompeu Fabra), reanudó desde mayo de 2014 sus tareas de excavación en la mítica ciudad de Tiro, en el sur del Líbano.
Fueron los primeros que obtuvieron el permiso de las autoridades libanesas para excavar en la zona de lo que era el centro de Tiro, la antigua isla y la parte noble, en la que estaban ubicados los templos, palacios y mercados.
En 2005 fue galardonada con la Distinción de la Generalidad de Cataluña para la Promoción de la Investigación Universitaria.

## Colaboraciones en obras colectivas
- Aubet Semmler, María Eugenia (2009). Los marfiles de Carmona en El tesoro arqueológico de la Hispanic Society of America. Exposición: Museo Arqueológico Regional, Alcalá de Henares, Madrid, diciembre de 2008-abril de 2009 / coord. por Manuel Bendala Galán, Constancio del Álamo, Lourdes Prados Torreira, 2009, ISBN 8445131737, págs. 286-299.
- Aubet Semmler, María Eugenia (2008). Epílogo. La pre-colonización vista desde Oriente en Contacto cultural entre el Mediterráneo y el Atlántico: (siglos XII-VII ane): la precolonización a debate / Sebastián Celestino Pérez (aut.), Núria Rafel i Fontanals (aut.), Xosé Lois Armada Pita (aut.), 2008, ISBN 978-84-00-08689-3, págs. 535-538.
- Aubet Semmler, María Eugenia (2006). Excavaciones en la necrópolis de Tiro en La aventura española en Oriente (1166-2006) / coord. por María del Carmen Pérez Díe, Joaquín María Córdoba Zoilo, Vol. 2, 2006 (La arqueología española en Oriente: Nacimiento y desarrollo de una nueva ciencia), ISBN 84-8181-297-8, págs. 117-119.
- Aubet Semmler, María Eugenia (2005). El "orientalizante": un fenómeno de contacto entre sociedades desiguales en El periodo orientalizante: Actas del III Simposio Internacional de Arqueología de Mérida, Protohistoria del Mediterráneo Occidental / coord. por Francisco Javier Jiménez Ávila, Sebastián Celestino Pérez, Vol. 1, 2005, ISBN 84-00-08346-6, págs. 117-128.
- Aubet Semmler, María Eugenia; Ana Delgado Hervás (2003). La colonia fenicia del Cerro del Villar y su territorio en Ecohistoria del paisaje agrario: la agricultura fenicio-púnica en el Mediterráneo / coord. por Carlos Gómez Bellard, 2003, ISBN 84-370-5508-3, págs. 57-74.
- Aubet Semmler, María Eugenia (2003). El mercader en El hombre fenicio: estudios y materiales / coord. por José Ángel Zamora López, 2003, ISBN 84-00-08205-2, págs. 173-186.
- Aubet Semmler, María Eugenia (2003). El comercio fenicio en Homero en Estudios de arqueología dedicados a la profesora Ana María Muñoz Amilibia / coord. por Sebastián F. Ramallo Asensio, 2003, ISBN 84-8371-403-5, págs. 85-102
- Aubet Semmler, María Eugenia (2000). Cádiz y el comercio atlántico en Actas del IV Congreso Internacional de Estudios Fenicios y Púnicos: Cádiz, 2 al 6 de octubre de 1995 / coord. por Manuela Barthélemy, María Eugenia Aubet Semmler, Vol. 1, 2000, ISBN 84-7786-689-9, págs. 31-41.
- Aubet Semmler, María Eugenia (1999). Arquitectura colonial e intercambio en Fenicios y territorio: actas del II Seminario Internacional sobre Temas Fenicios, Guardamar del Segura, 9-11 de abril de 1999 / coord. por Alfredo González Prats, 2000, ISBN 84-7784-861-0, págs. 13-45.
- Aubet Semmler, María Eugenia (1999). La secuencia arqueo-ecológica del Cerro del Villar en Cerámica fenicia en occidente : centros de producción y áreas de comercio: actas del I Seminario internacional sobre Temas Fenicios, Guardamar de Segura, 21-24 de noviembre de 1997 / coord. por Alfredo González Prats, 1999, ISBN 84-7780-337-4, págs. 41-68.
- Aubet Semmler, María Eugenia (1997). Phéniciens et Puniques en Les Ibères [exposition],: Paris, Galeries nationales du Grand Palais, 15 octobre 1997 - 5 janvier 1998, Barcelone, Centre Cultural de la Fundación "La Caixa" 30 janvier 1998 - 12 avril 1998...: [catalogue], 1997, ISBN 2711835790, págs. 44-45.
- Aubet Semmler, María Eugenia (1995). Aproximación a la estructura social y demográfica tartésica en Tartessos: 25 años después, 1968-1993: Jerez de la Frontera, 1995, ISBN 84-87194-64-8, págs. 401-409.
- Aubet Semmler, María Eugenia (1990). Proyecto Cerro del Villar (Guadalhorce, Málaga): estudio de materiales 1990 en Anuario arqueológico de Andalucía 1990, Vol. 2, 1992, ISBN 84-87004-25-5, págs. 304-306.
- Aubet Semmler, María Eugenia (1992). Cerro del Villar., Guadalhorce (Málaga). El asentamiento fenicio y su interacción con el Hinterland en Investigaciones arqueológicas en Andalucía, 1985-1992. Proyectos / coord. por Juan Manuel Campos Carrasco, Francisco Nocete Calvo, 1992, ISBN 84-606-1164-7, págs. 471-480.
- Aubet Semmler, María Eugenia (1987). Cerro del Villar 1987. Informe de la primera campaña de excavaciones en el asentamiento fenicio de la desembocadura del río Guadalhorce (Málaga) en Anuario arqueológico de Andalucía 1987, Vol. 2, 1990, ISBN 84-87004-07-5, págs. 310-316.
- Aubet Semmler, María Eugenia (1989). La Mesa de Setefilla: la secuencia estratigráfica del corte 1 en Tartessos: Arqueología protohistórica del bajo Guadalquivir / coord. por María Eugenia Aubet Semmler, 1989, ISBN 84-86329-48-5, págs. 297-338.
- Aubet Semmler, María Eugenia; Núria Carulla  (1987). El asentamiento fenicio del Cerro del Villar (Málaga): arqueología y paleografía del Guadalhorce y de su Hinterland en Anuario arqueológico de Andalucía 1986, Vol. 2, 1987, ISBN 84-86944-02-3, págs. 425-430.
- Aubet Semmler, María Eugenia (1974). Vasos egipcios en las necrópolis de Etruria y Cartago en Simposio internacional de colonizaciones / coord. por Enric Sanmartí Greco, Eduardo Ripoll Perelló, 1974, ISBN 84-500-1091-8, págs. 25-46.

## Libros
- Aubet Semmler, María Eugenia (2015). La necrópolis fenicia de Al-Bass (Tiro). Informe preliminar de la campaña de excavaciones de 2008/2009. Barcelona: Ediciones Bellaterra (Cuadernos de Arqueología), 2015. ISBN 978-84-7290-736-2.
- Aubet Semmler, María Eugenia (2013). Commerce and colonization in the Ancient Near East. Cambridge: Cambridge University Press, 2013. ISBN 978-0-521-51417-0.
- Aubet Semmler, María Eugenia (2009). Tiro y las colonias fenicias de occidente. Barcelona: Editorial Bellaterra, 2013, 3ª edición actualizada y ampliada. ISBN 978-84-7290-448-4.
- Aubet Semmler, María Eugenia (2008). The Phoenicians and the West: Politics, Colonies and Trade. Cambridge: Cambridge University Press, 2008, 2nd Edition Paperback. ISBN 978-0-521-79543-5.
- Aubet Semmler, María Eugenia (2007). Comercio y colonialismo en el Próximo Oriente Antiguo. Los antecedentes coloniales de III y II milenios a. C.. Barcelona: Ediciones Bellaterra, 2007. ISBN 84-7290-351-6.
- Aubet Semmler, María Eugenia (2002). La colonización fenicia de Occidente: estado de la investigación en los inicios del siglo XXI. Ibiza: Museo Arqueológico de Ibiza y Formentera, 2002. ISBN 978-84-87143-31-1.
- Aubet Semmler, Los fenicios en Málaga (1998). Málaga: Servicio de Publicaciones de las Universidad de Málaga, 1998. ISBN 978-84-7496-655-8.
- Aubet Semmler, María Eugenia (1994). Tiro y las colonias fenicias de occidente. Barcelona: Editorial Crítica, 1994, 2ª edición puesta al día. ISBN 84-7423-694-0.[7]
- Aubet Semmler, María Eugenia (1987). Tiro y las colonias fenicias de occidente. Barcelona: Editorial Crítica, 1987. ISBN 84-7290-052-5.
- Aubet Semmler, María Eugenia (1978). La necrópolis de Setefilla en Lora del Río, Sevilla: (túmulo B). Barcelona: Departamento de Prehistoria y Arqueología, 1978. ISBN 84-600-1325-1.
- Aubet Semmler, María Eugenia (1976). La cerámica púnica de Setefilla. Valladolid: Universidad, Departamento de Prehistoria y Arqueología, 1976. ISBN 84-600-0679-4.

## Coordinación en obras colectivas
- Aubet Semmler, María Eugenia; Manuela Barthélemy (2000). Actas del IV Congreso Internacional de Estudios Fenicios y Púnicos: Cádiz, 2 al 6 de octubre de 1995 coord. por Manuela Barthélemy, María Eugenia Aubet Semmler. Universidad de Cádiz, Servicio de Publicaciones, 2000. ISBN 84-7786-688-0.
- Aubet Semmler, María Eugenia (1989). Tartessos: Arqueología protohistórica del bajo Guadalquivir. coord. por María Eugenia Aubet Semmler. Editorial AUSA, 1989. ISBN 84-86329-48-5.